# Die Prinzessin auf dem Baum
Die Prinzessin auf dem Baum ist ein Märchen (AaTh 317, 302 C*). Es steht in Ulrich Jahns Volksmärchen aus Pommern und Rügen an Stelle 3. Zudem ist es auch im ungarischen und serbischen Sprachraum bekannt.

## Inhalt
Ein armer Junge findet beim Schweinehüten im Wald einen hohen Baum. Den ersteigt er und findet oben ein Dorf und ein Schloss mit einer verwünschten Prinzessin. Sie leben froh, bis er eine verbotene Tür öffnet und einem Raben zu trinken gibt, der da mit drei Nägeln befestigt war und nun frei ist. Es war der Teufel, und kurz darauf ist die Prinzessin fort. Der Junge geht sie suchen und begegnet einem Wolf, einem Bär und einem Löwen, die ihm je drei Spier Haare von sich geben, falls er in Not wäre. Die Prinzessin ist in einem Jägerhaus. Als der Junge sie fortführt, holt der Jäger sie auf einem dreibeinigen Schimmel ein. Die Prinzessin entlockt dem Jäger das Geheimnis, wie ein solcher Schimmel zu verdienen ist: Man muss drei Tage die Fohlen der Hexe hüten. Diese gibt dem Jungen dreimal einen Schlaftrunk mit auf die Weide, sodass die Fohlen ihm entlaufen. Mithilfe von Wolf, Bär und Löwe holt er sie ein. Er besteht auf dem eigenen Reitpferd der Hexe als Lohn. Sie zieht dem Tier noch das Mark aus den Knochen und macht einen Kuchen daraus, den der Junge ihm zu fressen und damit seine Kraft wiedergibt. Er wirft zwölf Wölfen zwölf Lämmer vor, die er sich auch geben ließ, und entkommt. Er holt auf dem Pferd die Prinzessin ab. Der Jäger kommt wieder nach, wird aber von seinem Pferd abgeworfen und zertreten. Der Junge bekommt die Prinzessin und wird König. Die beiden Schimmel verlangen, dass er sie enthauptet; dadurch werden auch sie erlöst.

## Herkunft
Jahn verortet das Märchen mit den vorangehenden „Mündlich aus Quatzow, Kreis Schlawe.“ Ein „Spier“ ist etwa ein „Spitzchen“ Haare. Löwe, Bär und Wolf gibt es schon in Straparolas Cesarino di Berni (Ergötzliche Nächte). Weitere gängige Motive sind die verbotene Tür (KHM 3, 62a, Jahns Nr. 58 Das Wunderbuch), drei Tierhaare (KHM 82a, Basiles Die drei Tierkönige), etwas dem Unhold ablauschen (KHM 29), Abschlagen der Ferse (KHM 97). Der festgenagelte Rabe schreit, „dass es einen Stein erweichen konnte“ (vgl. KHM 1, 80, 110, Musäus’ Richilde), das Pferd des Jägers schreit wie in Basiles Cannetella. Die Hexe gibt einen Schlaftrunk (KHM 93), sie ist „inwendig Gift und Galle“ (KHM 69). Die Erlösung durch Enthaupten ist laut Heinz Rölleke ein alter Zug.

## Nichtdeutsche Versionen
Walter Scherf zufolge stammen die wenigen vergleichbaren Fassungen zum ersten Teil fast alle aus Ungarn, zum zweiten Teil vorwiegend aus Russland, Belarus und Ukraine. Letztere sind dann durch Heirat mit drei Herrn der Tierreiche eingeleitet (vgl. KHM 197, 82a), Scherf nennt Afanas’evs Unsterblichen Koščej und Marja Morevna in Narodnye russkie skazki, Nr. 158, 159. In Josef Haltrichs Der Wunderbaum, Deutsche Volksmärchen aus dem Sachsenlande in Siebenbürgen, Nr. 16 erreicht der Kletterer eine kupferne, eine silberne, dann eine goldene Welt. Zum ersten Teil hebt Scherf Der himmelhohe Baum in Gyula Ortutays Ungarische Volksmärchen hervor. Scherf sieht aber auch Verbindungen zur Gestalt der starken Frau, die den Dämon an die Wand schmiedet, wie Brünhild.
Gyula Ortutays Version, die im Deutschen den Titel Der himmelhohe Baum erhielt, stammt aus dessen Werk Ungarische Volksdichtung (Budapest 1955) und wurde 1946 von Imre Katona in Kopács, Komitat Baranya nach dem Erzähler Antal Tyukos Horváth aufgezeichnet. Eine gleichnamige Version von Gyula Illyés erschien in dem Buch Ungarische Märchen des Verlags Werner Dausien (Hanau 1979). Auch einer kürzeren ungarischen Version aus der Sammlung von Márton Istvánovits, die von Géza Lócsi in Osli erzählt wurde, erhielt diesen Titel. Eine weitere ungarische Version aus der Sammlung von János Berze Nagy veröffentlichte Elisabet Róna-Sklarek in ihrem Werk Ungarische Volksmärchen (Leipzig 1909). Diese stammt aus Besenyötelek, Heveser Komitat und bekam im Deutschen den Titel Der wipfellose Baum. Der himmelhohe Baum ist im Ungarischen oft als Einleitung für verschiedene Märchen anzutreffen. Der ungarische Ethnograf Sándor Solymossy analysierte diese Begebenheit in seinem Werk Éléments orientaux dans les contes populaires hongrois (1928, S. 325ff) und kam zu dem Schluss, dass das Motiv des himmelhohen Baums von der himmelhaltenden Schamanensäule des Schamanismus abstammt. Varianten kommen auch bei den Rumänen und Südslawen vor.
Eine Version von Vuk Karadžić aus dessen Werk Volksmärchen der Serben (Berlin 1854) erhielt im Deutschen den Titel Der goldene Apfelbaum und die neun Pfauinnen. Sie beginnt mit der Einleitung des Märchens Der goldene Vogel, wobei es hier neun Pfauinnen sind, die die Äpfel entwenden und sich eine der Pfauinnen in ein Mädchen verwandelt als der jüngste Kaisersohn wacht, aber wieder wegfliegt. Dieser begibt sich dann auf die Suche nach ihr und findet schließlich das Schloss der goldenen Pfauinnen, wo er erfährt, dass seine Geliebte ebenfalls Kaiserin ist. Nach der Heirat betritt er einen verbotenen Keller und befreit einen Drachen, der die Kaiserin entführt. Es folgt die Geschichte mit der Alten, deren Pferde dank der Tiere gehütet werden können.

## Interpretation
Laut C. G. Jung offenbart so ein Märchen unbewusste Vorgänge, die ein christliches Denken kompensieren, es weiter spinnen über kirchlich gesetzte Grenzen: Der oberen Dreiheit entspricht eine untere. Sie trägt Züge Wotans, muss freigelassen und dann gestellt werden. Der vierbeinige Schimmel ist dann die Ganzheit, die Prinzessin die Anima oder die Seele.